# Orthotrichia tyleri
Orthotrichia tyleri is een schietmot uit de familie Hydroptilidae. De soort komt voor in het Australaziatisch gebied.